# Donkere tuinhommel
De donkere tuinhommel (Bombus subterraneus) is een vliesvleugelig insect uit de familie bijen en hommels (Apidae). De wetenschappelijke naam van de soort is gepubliceerd in 1758 door Linnaeus in Systema naturae.

## Voorkomen
De donkere tuinhommel komt voor in Australië, Europa en Noord- en Zuid-Azië.
De soort stierf in het Verenigd Koninkrijk uit in de jaren 80, maar in 2012 werden 50 koninginnen uit Zweden uitgezet in Kent om de hommel te herintroduceren en in 2013 volgde een tweede herintroductie. Deze herintroducties werden anno 2016 als succesvol geëvalueerd.